# Charles Jonnart
Charles Célestin Auguste Jonnart (Fléchin, 27 de diciembre de 1857-París, 30 de septiembre de 1927), conocido como Charles Jonnart, fue un político francés.

## Biografía
Nació el 27 de diciembre de 1857 en Fléchin, una localidad del departamento de Paso de Calais, hijo de François Jonnart y de Sophie Nöel, un matrimonio de la pequeña burguesía.
Fue diputado por su departamento natal entre 1889 y 1914, ministro de Obras Públicas (Ministre des Travaux Publics) entre el 3 de diciembre de 1893 y 25 de mayo de 1894, tres veces gobernador de Argelia en los periodos 1900-1901, 1903-1911 y 1918-1919; ministro de Asuntos Exteriores en 1913, y ministro del Bloqueo y de las Regiones Liberadas (Ministre du Blocus et des Régions libérées) en noviembre de 1917. También en 1917, durante la Primera Guerra Mundial, fue nombrado alto comisario de los aliados en Grecia («Haut Commissaire des puissances protectrices de la Grèce»).
Fue uno de los líderes del Partido Republicano Democrático y Social (Parti Républicain Démocratique et Social).
Falleció el 30 de septiembre de 1927 en París.